# Neocirrhites armatus
Neocirrhites armatus is een straalvinnige vissensoort uit de familie van de Koraalklimmers (Cirrhitidae). De wetenschappelijke naam van de soort is voor het eerst geldig gepubliceerd in 1873 door Castelnau.